# Todd Marchant
Todd Michael Marchant (* 12. August 1973 in Buffalo, New York) ist ein ehemaliger US-amerikanischer Eishockeyspieler und derzeitiger -funktionär, der im Verlauf seiner aktiven Karriere zwischen 1994 und 2011 unter anderem 1290 Spiele für die New York Rangers, Edmonton Oilers, Columbus Blue Jackets und Anaheim Ducks in der National Hockey League auf der Position des Centers bestritten hat. Mit den Anaheim Ducks gewann er im Jahr 2007 den Stanley Cup. Sein jüngerer Bruder Terry war ebenfalls ein professioneller Eishockeyspieler.

## Karriere

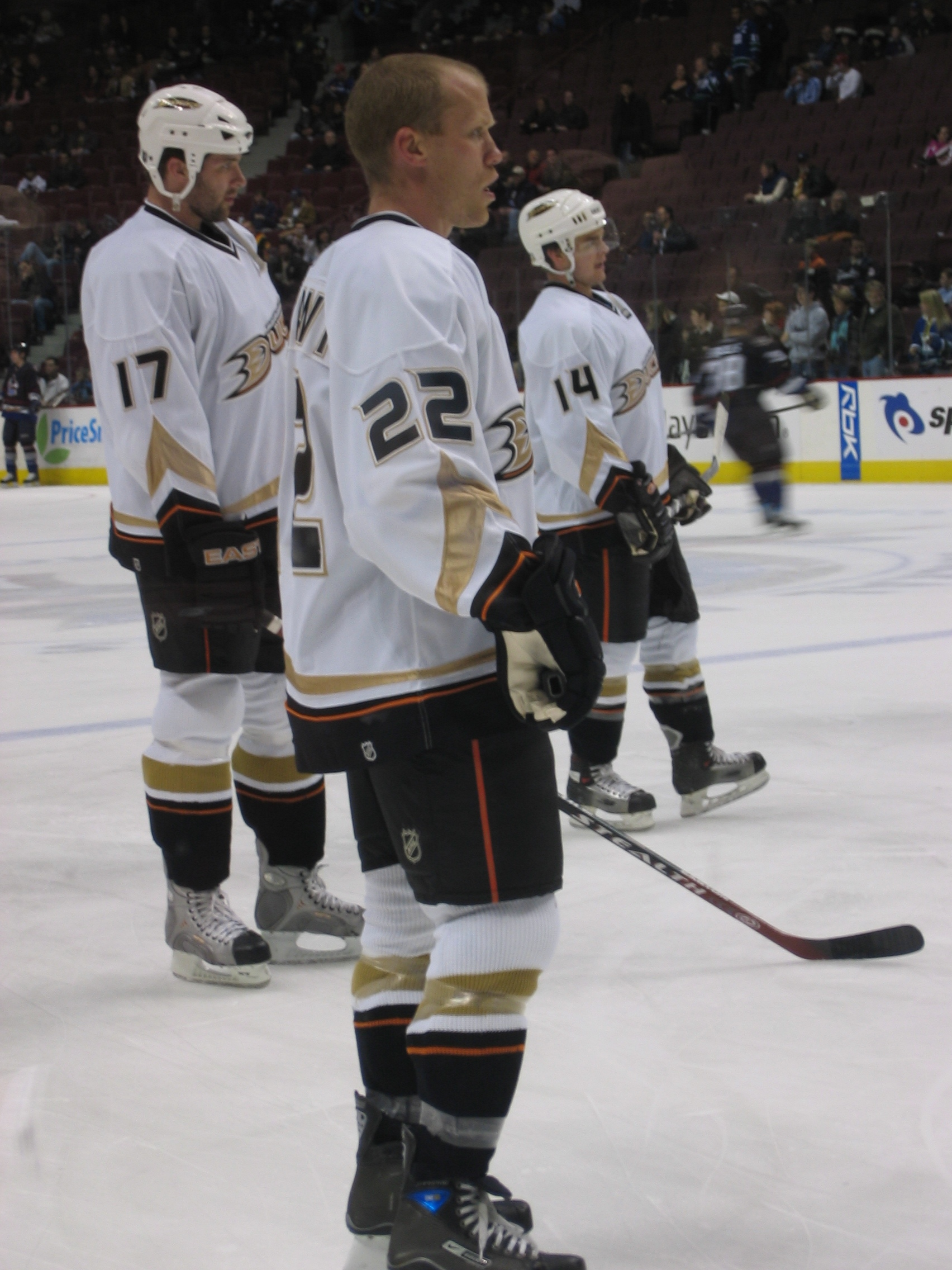
Marchant im Trikot der Anaheim Ducks

Marchant spielte High School Hockey an der Williamsville East High School. Von 1991 bis 1993 spielte er zwei Jahre in der National Collegiate Athletic Association für die Clarkson University.
Beim NHL Entry Draft 1993 wurde er in der siebten Runde an 164. Position von den New York Rangers ausgewählt. In seiner ersten Profisaison 1993/94 spielte er für die Rangers, deren AHL Team in Binghamton, die Oilers und deren Minorleagueteam in Cape Breton. Er kam im März 1994 zu den Oilers als Austausch für Craig MacTavish, der in Marchants letzten Jahren in Edmonton sein Trainer war. Marchant spielte zwischen 1994 und 2003 neun komplette Spielzeiten im Trikot der Oilers, die letzten als Alternativkapitän. Für Aufsehen sorgte der Stürmer, als er im Verlauf der Saison 1996/97 in der siebten Begegnung der ersten Playoffrunde gegen die Dallas Stars in der Verlängerung den Siegtreffer für die Oilers erzielte. Seine punktbeste Saison im Trikot der Oilers gelang ihm in der Spielzeit 2002/03 mit 60 Punkten in der regulären Saison. Dies stellte auch gleichzeitig seine punktemäßig erfolgreichste Saison während seiner Spielerkarriere dar. Im Juli 2003 unterschrieb Marchant als Free Agent einen Vertrag bei den Columbus Blue Jackets. Er spielte die komplette Saison 2003/04 für Columbus. 
Marchant weigerte sich seine No-Trade-Klausel aufzugeben, was den Blue Jackets erlaubt hätte ihn als Teil eines Tauschhandels um Angreifer Sergei Fjodorow nach Anaheim zu schicken. Nach dem Transferhandel nahmen die Blue Jackets Marchant aus dem Kader, um etwas Platz im Salary Cap zu schaffen (Marchant verdiente 2,5 Millionen $ pro Jahr). Am 21. November 2005 verpflichteten die Mighty Ducks of Anaheim Marchant aus den Waivers.
Ab der Saison 2005/06 spielte Marchant für die Ducks und gewann mit ihnen in der Spielzeit 2006/07 den Stanley Cup. Am 29. Juni 2011 erklärte er seinen Rücktritt vom aktiven Eishockey und wird fortan als Director of Player Development für die Anaheim Ducks fungieren.
Marchant galt als defensiv ausgerichteter Stürmer, besonders seine Fähigkeiten in Unterzahl-Situationen wurden hervorgehoben.

### International
Marchant repräsentierte die Vereinigten Staaten bei der Junioren-Weltmeisterschaft 1993 und bei den Olympischen Winterspielen 1994 im norwegischen Lillehammer. Darüber hinaus verbrachte er den Großteil der Saison 1993/94 im Trainingsbetrieb des US-amerikanischen Eishockeyverbandes USA Hockey um sich auf die Olympischen Winterspiele vorzubereiten. Dabei absolvierte er 59 Partien, in denen er 67 Punkte erreichte.

## Erfolge und Auszeichnungen
- 1993 Whitelaw-Cup-Gewinn mit der Clarkson University
- 1993 ECAC Second All-Star Team
- 2007 Stanley-Cup-Gewinn mit den Anaheim Ducks

## Karrierestatistik

### International
Vertrat die USA bei:
- Junioren-Weltmeisterschaft 1993
- Olympischen Winterspielen 1994

(Legende zur Spielerstatistik: Sp oder GP = absolvierte Spiele; T oder G = erzielte Tore; V oder A = erzielte Assists; Pkt oder Pts = erzielte Scorerpunkte; SM oder PIM = erhaltene Strafminuten; +/− = Plus/Minus-Bilanz; PP = erzielte Überzahltore; SH = erzielte Unterzahltore; GW = erzielte Siegtore; 1 Play-downs/Relegation; Kursiv: Statistik nicht vollständig)